# Grand Prix Evropy 2007
Grand Prix Evropy LI Grand Prix of Europe
- 22  července 2007
- Okruh Nürburgring
- 60 kol × 5,148 km = 308,863 km
- 778. Grand Prix
- 18. vítězství Fernanda Alonsa
- 153. vítězství pro McLaren
- 58. vítězství pro Mercedes-Benz jako dodavatele motorů
- 18. vítězství pro Španělsko
- 145. vítězství pro vůz se startovním číslem 1

## Výsledky
| Pozice | Jezdec               | Vůz              | Čas         |
| ------ | -------------------- | ---------------- | ----------- |
| 1      | Fernando Alonso      | McLaren MP4/22   | 2h06:26,358 |
| 2      | Felipe Massa         | Ferrari F2007    | + 0:08,155  |
| 3      | Mark Webber          | Red Bull RB3     | + 1:05,674  |
| 4      | Alexander Wurz       | Williams FW29    | + 1:05,937  |
| 5      | David Coulthard      | Red Bull RB3     | + 1:13,656  |
| 6      | Nick Heidfeld        | BMW Sauber F1.07 | + 1:20,298  |
| 7      | Robert Kubica        | BMW Sauber F1.07 | + 1:22,415  |
| 8      | Heikki Kovalainen    | Renault R27      | + 1 kolo    |
| 9      | Lewis Hamilton       | McLaren MP4/22   | + 1 kolo    |
| 10     | Giancarlo Fisichella | Renault R27      | + 1 kolo    |
| 11     | Rubens Barrichello   | Honda RA107      | + 1 kolo    |
| 12     | Anthony Davidson     | Super Aguri SA07 | + 1 kolo    |
| 13     | Jarno Trulli         | Toyota TF107     | + 1 kolo    |
| Kolo   | Odstoupili           | -                | -           |
| 34     | Kimi Räikkönen       | Ferrari F2007    | Hydraulika  |
| 19     | Takuma Sató          | Super Aguri SA07 | Hydraulika  |
| 18     | Ralf Schumacher      | Toyota TF107     | Kolize      |
| 13     | Markus Winkelhock    | Spyker F8-VII    | Hydraulika  |
| 2      | Jenson Button        | Honda RA107      | Nehoda      |
| 2      | Adrian Sutil         | Spyker F8-VII    | Nehoda      |
| 2      | Nico Rosberg         | Williams FW29    | Nehoda      |
| 2      | Scott Speed          | Toro Rosso STR2  | Nehoda      |
| 2      | Vitantonio Liuzzi    | Toro Rosso STR2  | Nehoda      |

### Nejrychlejší kolo
Felipe Massa – Ferrari F2007 – 1:32.853
- 6. nejrychlejší kolo Felipe Massy
- 200. nejrychlejší kolo pro Ferrari
- 76. nejrychlejší kolo pro Brazílii
- 89. nejrychlejší kolo pro vůz se startovním číslem 5

### Vedení v závodě
| Kola         | km         | Jezdec            | %    |
| 1. kolo      | 5,148 km   | Kimi Räikkönen    | 2 %  |
| 2.–7. kolo   | 30,888 km  | Markus Winkelhock | 10 % |
| 8.–12. kolo  | 25,74 km   | Felipe Massa      | 8 %  |
| 13. kolo     | 5,148 km   | David Coulthard   | 2 %  |
| 14.–55. kolo | 216,216 km | Felipe Massa      | 70 % |
| 56.–60. kolo | 25,74 km   | Fernando Alonso   | 8 %  |
| ------------ | ---------- | ----------------- | ---- |

| R | Winkelhock | Massa | C | Massa | Alonso |
| - | ---------- | ----- | - | ----- | ------ |

### Safety Car
Závod byl ve čtvrtém kole zastaven a asi po 20 minutách znovu odstartován za safety carem, za kterým jezdci kroužili další tři kola.
- 3.–7. kolo – Prudký déšť

### Postavení na startu
Kimi Räikkönen – Ferrari F2007 – 1:31.450
- 13. Pole position Kimi Räikkönena
- 192. Pole position pro Ferrari
- 44. Pole position pro Finsko
- 57. Pole position pro vůz se startovním číslem 6

- Modře startoval z boxu.
- Žlutě rozhodující čas pro postavení na startu.
- Červeně posunutí o deset míst na startu – výměna motoru

### Sobotní tréninky
| 1  | Kimi Räikkönen Ferrari 1:31.396       | 2  | Lewis Hamilton McLaren 1:31.627       |
| 3  | Fernando Alonso McLaren 1:32.039      | 4  | Robert Kubica BMW 1:32.039            |
| 5  | Felipe Massa Ferrari 1:32.217         | 6  | Nico Rosberg Williams 1:32.344        |
| 7  | Nick Heidfeld BMW 1:32.581            | 8  | Mark Webber Red Bull 1:32.632         |
| 9  | David Coulthard Red Bull 1:32.679     | 10 | Ralf Schumacher Toyota 1:32.788       |
| 11 | Vitantonio Liuzzi Toro Rosso 1:32.841 | 12 | Jenson Button Honda 1:32.632          |
| 13 | Jarno Trulli Toyota 1:32.936          | 14 | Scott Speed Toro Rosso 1:32.974       |
| 15 | Alexander Wurz Williams 1:33.154      | 16 | Giancarlo Fisichella Renault 1:33.214 |
| 17 | Rubens Barrichello Honda 1:33.229     | 18 | Heikki Kovalainen Renault 1:33.484    |
| 19 | Anthony Davidson Super Aguri 1:33.792 | 20 | Takuma Sató Super Aguri 1:33.945      |
| 21 | Adrian Sutil Spyker 1:34.423          | 22 | Markus Winkelhock Spyker 1:36.090     |

### Páteční tréninky
| *  | I. Trénink                            | *  | II. Trénink                           |
| -- | ------------------------------------- | -- | ------------------------------------- |
| 1  | Lewis Hamilton McLaren 1:32.515       | 1  | Kimi Räikkönen Ferrari 1:33.339       |
| 2  | Kimi Räikkönen Ferrari 1:32.751       | 2  | Lewis Hamilton McLaren 1:33.478       |
| 3  | Fernando Alonso McLaren 1:32.932      | 3  | Felipe Massa Ferrari 1:33.590         |
| 4  | Nick Heidfeld BMW 1:32.975            | 4  | Fernando Alonso McLaren 1:33.637      |
| 5  | Robert Kubica BMW 1:33.205            | 5  | Ralf Schumacher Toyota 1:33.668       |
| 6  | Felipe Massa Ferrari 1:33.605         | 6  | Jarno Trulli Toyota 1:33.746          |
| 7  | Ralf Schumacher Toyota 1:33.825       | 7  | Nico Rosberg Williams 1:33.845        |
| 8  | Jenson Button Honda 1:33.936          | 8  | Jenson Button Honda 1:33.880          |
| 9  | David Coulthard Red Bull 1:34.062     | 9  | Nick Heidfeld BMW 1:34.146            |
| 10 | Rubens Barrichello Honda 1:34.142     | 10 | Robert Kubica BMW 1:34.221            |
| 11 | Jarno Trulli Toyota 1:34.152          | 11 | Mark Webber Red Bull 1:34.235         |
| 12 | Alexander Wurz Williams 1:34.345      | 12 | Alexander Wurz Williams 1:34.264      |
| 13 | Nico Rosberg Williams 1:34.563        | 13 | Takuma Sató Super Aguri 1:34.357      |
| 14 | Anthony Davidson Super Aguri 1:34.567 | 14 | Rubens Barrichello Honda 1:34.411     |
| 15 | Mark Webber Red Bull 1:34.683         | 15 | Giancarlo Fisichella Renault 1:34.431 |
| 16 | Takuma Sató Super Aguri 1:34.708      | 16 | Heikki Kovalainen Renault 1:34.446    |
| 17 | Vitantonio Liuzzi Toro Rosso 1:34.907 | 17 | David Coulthard Red Bull 1:34.504     |
| 18 | Heikki Kovalainen Renault 1:34.921    | 18 | Anthony Davidson Super Aguri 1:34.554 |
| 19 | Giancarlo Fisichella Renault 1:35.077 | 19 | Scott Speed Toro Rosso 1:35.320       |
| 20 | Scott Speed Toro Rosso 1:35.643       | 20 | Vitantonio Liuzzi Toro Rosso 1:35.653 |
| 21 | Adrian Sutil Spyker 1:36.340          | 21 | Adrian Sutil Spyker 1:36.527          |
| 22 | Markus Winkelhock Spyker 1:37.116     | 22 | Markus Winkelhock Spyker 1:37.319     |

### Zajímavosti
- V závodě debutoval Markus Winkelhock
- 400 GP pro motor Renault
- 200 nejrychlejší kolo pro Ferrari
- Spyker absolvoval prvních 6 kol v čele závodu.
- Markus Winkelhock absolvoval prvních 6 kol v čele závodu.
- 10 GP pro Lewise Hamiltona, Heikki Kovalainena a Adriana Sutila

| Pole position  | Vítězství       | Nej. kolo     |
| Finsko         | Španělsko       | Brazílie      |
| Kimi Räikkönen | Fernando Alonso | Felipe Massa  |
| Ferrari F2007  | McLaren MP4/22  | Ferrari F2007 |
| 1'31.450       | 2:06'26.358     | 1'32.853      |
| 202,655 km/h   | 146,567 km/h    | 199,593 km/h  |
| -------------- | --------------- | ------------- |

### Stav MS
| *  | Jezdec               | Body |
| -- | -------------------- | ---- |
| 1  | Lewis Hamilton       | 70   |
| 2  | Fernando Alonso      | 68   |
| 3  | Felipe Massa         | 59   |
| 4  | Kimi Räikkönen       | 52   |
| 5  | Nick Heidfeld        | 36   |
| 6  | Robert Kubica        | 24   |
| 7  | Giancarlo Fisichella | 17   |
| 8  | Heikki Kovalainen    | 15   |
| 9  | Alexander Wurz       | 13   |
| 10 | David Coulthard      | 8    |
| 10 | Mark Webber          | 8    |
| 12 | Jarno Trulli         | 7    |
| 13 | Nico Rosberg         | 5    |
| 14 | Takuma Sató          | 4    |
| 15 | Ralf Schumacher      | 2    |
| 16 | Jenson Button        | 1    |
| 16 | Sebastian Vettel     | 1    |

| * | Vůz         | Body |
| - | ----------- | ---- |
| 1 | McLaren     | 138  |
| 2 | Ferrari     | 111  |
| 3 | BMW         | 61   |
| 4 | Renault     | 32   |
| 5 | Williams    | 18   |
| 6 | Red Bull    | 16   |
| 7 | Toyota      | 9    |
| 8 | Super Aguri | 4    |
| 9 | Honda       | 1    |

| *  | Stát           | Body |
| -- | -------------- | ---- |
| 1  | Velká Británie | 79   |
| 2  | Španělsko      | 68   |
| 3  | Finsko         | 67   |
| 4  | Brazílie       | 59   |
| 5  | Německo        | 44   |
| 6  | Itálie         | 24   |
| 7  | Polsko         | 24   |
| 8  | Rakousko       | 13   |
| 9  | Austrálie      | 8    |
| 10 | Japonsko       | 4    |